# Абрамова, Светлана Михайловна
Светла́на Миха́йловна Абра́мова (2 июля 1987, Ленинград) — российская телеведущая, журналист, автор телевизионных программ, общественный деятель. Основную известность получила как ведущая реалити-шоу «На 10 лет моложе», изначально возникшему на «РЕН ТВ», а затем показывавшемуся на «Первом канале».

## Биография
Родилась 2 июля 1987 года в Ленинграде, в семье инженера Михаила Николаевича Абрамова и метролога Инны Вениаминовны Фотиной. По окончании школы выбирала между тремя разными специальностями: журналистикой, юриспруденцией и театральным вузом, и в результате остановила свой выбор на юриспруденции. В 2008 году окончила Санкт-Петербургский государственный университет, юридический факультет (кафедра гражданского права).
В 2009 году в Москве окончила Высшую национальную школу телевидения и радио и начала работать на телевидении. С 2009 по 2010 год проходила обучение в Европейской школе имиджа Colour & Style по специальности «Личный стиль».
На телевидении стала работать с 2009 года. Карьеру начала в новостном вещании — на протяжении года работала в прямом эфире ведущей новостей спорта на телеканале «Рен ТВ». С 2010 по 2011 год была ведущей рубрики «Обзор прессы» в новостных выпусках «РЕН ТВ».
С 2011 года стала работать в развлекательном вещании. На телеканале «Рен ТВ» в 2011—2012 годах вела программу «Выход в свет», в 2012—2014 годах – шоу «Сто процентов».
В 2014 году стала ведущей одного из самых популярных российских мейковер-шоу «На 10 лет моложе», которое выходило с апреля 2014 года на «Рен ТВ», а с марта 2015 года — на «Первом канале». В программе принимали участие более 100 российских женщин. Абрамова стала «экспертом молодости и красоты».
В 2017 году стала также ведущей шоу «О вкусах не спорят» на телеканале World Fashion Channel в паре с Александром Анатольевичем.
С 7 августа 2020 года — ведущая утренней программы «Утро России» на канале Россия-1, заменила Елену Ландер.

## Телепроекты
- «Новости спорта» (РЕН ТВ, 2009—2011)
- «Обзор прессы» (РЕН ТВ, 2010—2011)
- «Выход в свет» (РЕН ТВ, 2011—2012)
- «Сто процентов» (РЕН ТВ, 2012—2014)
- «На 10 лет моложе» (РЕН ТВ / «Первый канал», 2014—2018)
- «О вкусах не спорят» (World Fashion Channel, 2017—2018)
- «Утро России» (Россия-1, с 2020)

## Личная жизнь
Летом 2017 года Светлана Абрамова вышла замуж за физика Антона Ларсена. Дочь Николь (20.07.2018).